# Ikongo
Ikongo (antigamente Fort Carnot) é uma cidade da região de Vatovavy Fitovinany na ilha de Madagáscar. 